# (31689) Sebmellen
1999 JW27 (asteroide 31689) é um asteroide da cintura principal. Possui uma excentricidade de 0.13216020 e uma inclinação de 2.07562º.
Este asteroide foi descoberto no dia 10 de maio de 1999 por LINEAR em Socorro.